# Claude Legault
Pour les articles homonymes, voir Legault.
Claude Legault, né le 26 mai 1963 à Montréal, est un acteur et scénariste québécois.

## Biographie
Il a collaboré à plusieurs projets, dont la série jeunesse Dans une galaxie près de chez vous, la série Minuit, le soir, la série 19-2 et ainsi que l'émission jeunesse Le Club des 100 watts.
Il a fondé à l'hiver 1982 le Mouvement d'Improvisation de Montmorency (MIM), la première équipe d'improvisation de niveau collégial à avoir vu le jour au Québec.
Il a reçu un hommage lors de la série des Grands Bien-cuits du ComediHa! au Fest-Québec 2024.

## Filmographie

### Acteur

#### Cinéma
- 1989 : Le Party de Pierre Falardeau : Johnny
- 1992 : Coyote de Richard Ciupka : Johnny
- 2002 : Gaz Bar Blues de Louis Bélanger : Ti-Pit
- 2004 : Dans une galaxie près de chez vous de Claude Desrosiers : Flavien Bouchard
- 2004 : Idole instantanée d'Yves Desgagnés : Jean-Pierre
- 2006 : Les 3 P'tits Cochons de Patrick Huard : Mathieu
- 2008 : Tout est parfait d'Yves Christian Fournier : Dominic
- 2008 : Dans une galaxie près de chez vous 2 de Philippe Gagnon : Flavien Bouchard
- 2009 : Pour toujours, les Canadiens! de Sylvain Archambault : coach Bordeleau
- 2009 : Les Doigts croches de Ken Scott : Conrad Côté
- 2009 : 10 ½ de Podz : Gilles
- 2010 : Filière 13 de Patrick Huard : Thomas
- 2010 : Y'en aura pas de facile de Marc-André Lavoie : Roch
- 2010 : Les Sept Jours du talion de Podz : Bruno Hamel
- 2010 : La Cité de Kim Nguyen : colonel Julien Mandel
- 2011 : French Kiss de Sylvain Archambault : Fred
- 2012 : L'Empire Bo$$é de Claude Desrosiers : Jacques « Coco » Lacasse
- 2012 : L'Affaire Dumont de Podz : polygraphe
- 2012 : Les Pee-Wee 3D : L'hiver qui a changé ma vie d'Éric Tessier : Luc Boulet
- 2017 : Junior majeur d'Éric Tessier : Luc Boulet
- 2017 : Pieds nus dans l'aube : Bérubé
- 2021 : Les Oiseaux ivres de Ivan Grbovic (en) : Richard
- 2025 : Fanny : Nicolas Birgman
- 2025 : Deux femmes en or : le plombier

#### Télévision
- 1989 : CTYVON : père Nault
- 1991-1993 : Watatatow : professeur Paul Girard
- 1995-1996 : Les Héritiers Duval : le photographe
- 1995-1999 : Bouledogue Bazar
- 1996-1997 : Le Monde de Sismi : animateur
- 1996 : La Petite Vie : menteur anonyme
- 1996-2001 : Le Retour : Jean Caporucci
- 1997 : Indulgence : Gaétan
- 1998-2001 :Dans une galaxie près de chez vous : Flavien Bouchard
- 1999 : Dieu reçoit : Dieu
- 1999 : KM/H (saison 2, épisode 01) : Pierre
- 1999-2003 : Catherine : Gabriel
- 2000-2003 : La Ligue nationale d'improvisation : joueur
- 2001 : Mission Zed : animateur
- 2002-2009 : Annie et ses hommes : Éric Séguin
- 2003-2009 : 450, chemin du Golf : Alexandre
- 2005-2007 : Minuit, le soir : Marc Forest
- 2006-2009 : Tout sur moi : lui-même
- 2006 : Caméra Café : Patrick
- 2011-2015 : 19-2 : Benoît « Ben » Chartier
- 2012-2015 : Un sur 2 : Michel Gascon
- 2013 : Mon meilleur ami : Alex Daoust
- 2014 : Les Pêcheurs : lui-même
- 2016 : Fatale-Station : Eddy
- 2018 : Fugueuse : Laurent Couture, le père de Fanny
- 2018 : Mensonges : le criminel Louis Carrière
- 2018-2020 : Le Bye Bye
- 2019 : Appelle-moi si tu meurs : Jean-François Lelièvre (JF)
- 2019 : Cerebrum : Henri Lacombe
- 2021 : 39-45 en sol canadien : animateur
- 2022 : À propos d'Antoine :  Marc Fenouillard

### Co-auteur

#### Cinéma
- 2004 : Dans une galaxie près de chez vous
- 2008 : Dans une galaxie près de chez vous 2

#### Télévision
- 1985 : Pop Corn
- 1988 : Surprise sur prise !
- 1990 : Samedi P.M.
- 1991 : Le Club des 100 watts
- 1992 - 1994 : Livraison spéciale
- 1995 : Ad lib
- 1998 - 2001 : Dans une galaxie près de chez vous
- 1999 : Dieu reçoit
- 2005 - 2007 : Minuit, le soir
- 2011 - 2015 : 19-2
- 2019 : Appelle-moi si tu meurs

## Spectacles

### Acteur
- 1984 - 1986 : Duo-Tang (duo humoristique avec Michel Courtemanche)
- 1991 - 1994 : Festival Juste pour rire (Théâtre St-Denis)
- 1994 : Tournée Juste pour rire - Les parlementeries

### Co-auteur
- 1984 - 1986 : Duo-Tang
- 1988 - 1991 : Pierre Verville (tournée 1989-1990)
- 1991 : Dollard (Théâtre du Mont Lac Vert)
- 1993 : Spectacle de Michel Courtemanche (tournée 1994-1995)
- 1994 - 1995 : Spectacle de Patrick Huard
- 1996 - 1997 : Le Monde selon Dieu
- 2003 : Le Grand Rire bleu « La Genèse »
- 2004 : Le Grand Rire bleu « Les Tentations »
- 2012 : Le Grand Rire de Québec

### Coanimateur
- 2003 : Le Grand Rire bleu « La Genèse » (Coanimateur avec Sylvain Larocque)
- 2004 : Le Grand Rire bleu « Les Tentations » (Coanimateur avec Sylvain Larocque)
- 2012 : Le Grand Rire de Québec (Coanimateur avec Sylvain Larocque)

## Théâtre
- 2000 : Propagande (Théâtre d’Aujourd’hui)
- 2001 : Durocher le milliardaire (Théâtre international de langue française de Paris)

## Improvisation

### Participation
- 1981 : fondateur et capitaine de l'équipe d'improvisation du Cégep Montmorency le MIM (Laval), dans l'équipe de Michel Courtemanche.
- 1989 : joueur pour l'équipe des Noirs de la LNI
- 1990 : joueur pour l'équipe du Québec de la LNI à la Coupe du monde d'improvisation en Belgique
- 1994 - 1996 : joueur pour l'équipe des Verts de la LNI
- 1998 : joueur pour l'équipe du Québec de la LNI à la Coupe du monde d'improvisation en France (Joueur étoile)
- 1999 : joueur pour l'équipe des Noirs de la LNI
- 2001 : joueur pour l'équipe du Québec de la LNI à la Coupe du monde d'improvisation au Québec (Coupe Charade)
- 2001 - 2003 : joueur pour l'équipe des Orange de la LNI

### Commentaires
- 1994 - 1995 : champion compteur de la Ligue nationale d'improvisation et Prix du public
- 1995 - 1996 : récipiendaire du Prix du public, Champion de la Coupe Charade (Équipe des Verts)
- 2001 : trophée Robert-Gravel dans le cadre du National d’improvisation Juste pour rire
- 2002 : champion de la Coupe Charade à la Ligue nationale d'improvisation (Équipe des Orange) et récipiendaire du Prix du public
- 2012 : admis au temple de la renommée de la LNI

## Prix

### Récompenses
- 10 ½ :
  - Prix Jutra du meilleur acteur

- Le Club des 100 watts :
  - Prix Gémeaux du meilleur texte pour une émission ou une série jeunesse

- 19-2 :
  - Prix Artis du meilleur premier rôle masculin : télésérie

- Annie et ses hommes :
  - Prix Gémeaux du meilleur rôle de soutien masculin : téléroman 2006

- Minuit, le soir : 
  - Prix Gémeaux du meilleur premier rôle masculin : dramatique 2005
  - Prix Gémeaux du meilleur texte pour une série dramatique 2006
  - Prix Gémeaux du meilleur premier rôle masculin : dramatique 2006
  - Prix Gémeaux du meilleur texte pour une série dramatique 2007
  - Prix Artis du meilleur rôle masculin : télésérie 2007
  - Prix Artis du meilleur rôle masculin : télésérie 2008

- 1998 - 2001 : Dans une galaxie près de chez vous : Flavien Bouchard (co-auteur)
  - Prix Gémeaux du meilleur texte pour une émission ou une série jeunesse 2000
  - Prix Gémeaux du meilleur texte pour une émission ou une série jeunesse 2001
  - Prix de la meilleure interprétation masculine, rôle de soutien. Gala Québec Cinema 2022[2]

### Nominations
- Dans une galaxie près de chez vous :
  - Prix Jutra du meilleur scénario

- 19-2 :
  - Prix Gémeaux du meilleur premier rôle masculin : dramatique
  - Prix Gémeaux du meilleur texte pour une série dramatique pour l'épisode 3
  - Prix Gémeaux du meilleur texte pour une série dramatique pour l'épisode 9

- Annie et ses hommes :
  - Prix Gémeaux du meilleur rôle de soutien masculin : téléroman 2003
  - Prix Gémeaux du meilleur rôle de soutien masculin : téléroman 2004
  - Prix Gémeaux du meilleur rôle de soutien masculin : téléroman 2007
  - Prix Artis du meilleur rôle masculin : téléroman 2007
  - Prix Artis du meilleur rôle masculin : téléroman 2008

- Minuit, le soir : 
  - Prix Gémeaux du meilleur premier rôle masculin : dramatique 2007

- Dans une galaxie près de chez vous :
  - Prix Gémeaux du meilleur texte pour une émission ou une série jeunesse 1999
  - Prix MetroStar « Artiste : Émission jeunesse »